# Дімітріє Мармелюк
Дімітріє Мармелюк  (рум. Dimitrie Marmeluc; * 1886,  с. Літень, Сучавський повіт, Австро-Угорська імперія – дані про смерть і поховання наразі відсутні) — доктор філософії, професор, примар (голова) Чернівців у 1933-1938 роках 

## Біографія
Звання доктора філософії здобув у 1913 році у Віденському університеті. 
Протягом 1913-1919 років займав посаду викладача-помічника на філософському факультеті Чернівецького університету.
З листопада 1919 року він викладач-стажист, а з 28 вересня 1920 року – доцент.
З червня 1921 року перебував у званні агрегованого професора, а з 1 грудня 1925 року - титулованого професора. 
У 1929-1931 навчальних роках  Д. Мармелюк був деканом факультету філософії та літератури Чернівецького університету.
В роки  Першої світової війни брав участь в боях під Мерешешть у складі 5-ї румунської дивізії. Нагороджений орденами.
Починаючи з 1933 року очолював примарію Чернівців. 
Саме Дімітріє Мармелюку належить ідея запровадження у Чернівцях тролейбусного сполучення. Його діяльність в цій області створила відповідну основу для подальшої дій. 1 лютого 1939 року відкрився тролейбусний рух за маршрутом:  Резиденція митрополитів - страда Ромине - кладовище на Горєчі.
10 лютого 1938 року у Румунії було проголошено королівську диктатуру.
Префектами повітів стали командири тих військових частин, які знаходилися у повіті. 
Певний час в Чернівцях часто відбувалася зміна керівника міста:  
Примаря Д. Мармелюка у січні 1938 року змінили на нового примаря Георге Дрегенеску (січень-лютий 1938 року), а згодом і на Іоана Кантеміра (лютий-грудень 1938 року). 
У грудні 1938 року примарем міста Чернівці став Ніку Флондор, який вже знаходився на цій посаді в 1922-1926 роках. Йому випало стати останнім керівником Чернівців довоєнного періоду. Саме Ніку Флондору довелося, за дорученням королівського резидента Георге Флондора, передавати місто Чернівці радянському командуванню у червні 1940 року.

## Нагороди
- Орден «Корона Румунії» в ранзі командора;
- Орден «Зірка Румунії» в ранзі командора;
- Орден «Фердинанд І» в ранзі офіцера;
- Французький орден «Почесного легіону».